# Carl Dobler
Carl Dobler (Appenzell, 6 augustus 1903 - aldaar, 25 november 1984) was een Zwitsers politicus.
Hij volgde een opleiding tot banketbakker (Konditor) en was tot 1967 als banketbakker werkzaam in Appenzell. Van 1938 tot 1947 was hij voorzitters van de kantonsvakbond en van 1959 tot 1968 was hij voorzitter van het Federale Zwitserse Meesterbakkers Verband. Daarnaast was hij een van de oprichters van de Fachschule Richemon Luzern ("Vakschool Richemon Luzern").
Dobler was lid van de rooms-katholieke Zwitserse Conservatieve Volkspartij en haar opvolgers de Conservatief Christelijk-Sociale Volkspartij (KCSP) en de Christendemocratische Volkspartij (CVP). In 1936 werd hij raadsheer, en van 1939 tot 1948 was hij hoofdman (bestuurder) van het district Appenzell. Van 1963 tot 1966 was hij lid van de Standeskommission (dat wil zeggen de regering) van het kanton Appenzell Innerrhoden. Hij was achtereenvolgens directeur Volksgezondheid (1963-1964) en directeur Onderwijs (1964-1966).
Van 28 april 1963 tot 25 april 1965 was Dobler Regierend Landammann (dat wil zeggen regeringsleider) van het kanton Appenzell Innerrhoden.
Van 1963 tot 1971 was Dobler lid van de Kantonsraad (eerste kamer Bondsvergadering).
Hij overleed op 81-jarige leeftijd, op 25 november 1984 in Appenzell.